# ديفيد هيغينز (سائق رالي)
ديفيد هيغينز (بالإنجليزية: David Higgins)‏ هو سائق رالي بريطاني، ولد في 14 نوفمبر 1972.

## وصلات خارجية
- ديفيد هيغينز على موقع eWRC-results.com (الإنجليزية)
- الموقع الرسمي